# 그나이우스 율리우스 아그리콜라

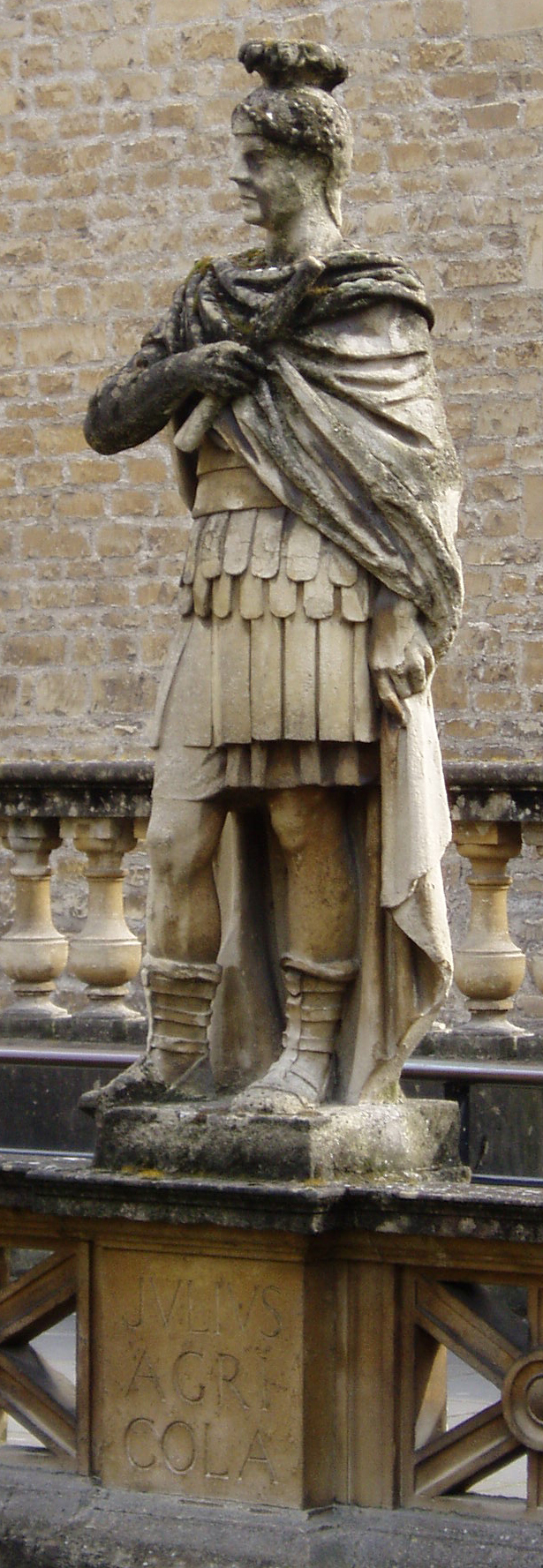
그나이우스 율리우스 아그리콜라

그나이우스 율리우스 아그리콜라(Gnaeus Julius Agricola, 40년 7월 13일 - 93년 8월 23일)는 율리우스-클라우디우스 왕조, 플라비우스 왕조의 시대 로마 제국의 군인이다. 주로 브리타니아 지역의 로마군 원정을 맡아 활약하였다. 역사가로 알려진 타키투스의 장인이기도 한데, 타키투스는 자신의 장인 아그리콜라를 위해 전기 『아그리콜라』를 지었다.

## 청년기
아그리콜라는 로마 속주 갈리아 나르보넨시스 출신으로 부모는 기사(에퀴테스) 계급이었다고 한다. 부모뿐 아니라 조부 때부터 제국의 행정에 관여하였다. 아버지 율리우스 그라에키누스는 법무관(프라이토르)직을 지내고 원로원(元老院) 의원이 되었으며, 철학에 흥미가 있었다고 한다. 그러나 칼리굴라 재위 중에 황족에 가까운 인물이었던 마르쿠스 율리우스 시라누스 토르카투스를 박해하기를 거부하여 처형당했다. 아그리콜라는 어머니 율리아의 슬하에서 마실리아에서 자라났다.

## 초기의 경력
아그리콜라의 경력은 가이우스 수에토니우스 파우리누스가 이끄는 로마군에 복무한 데서 시작한다. 대체로 브리타니아 주둔 제2군단에 속해있었다고 여겨지는데 수에토니우스 직속 부하로 발탁되어 브리타니아 여왕 부티카가 이끈 반란의 진압에 참가했다. 62년에 로마로 돌아와 사회적 지위가 높은 집안 출신의 도미티아 데키디아나와 결혼하여 자식을 두었다. 64년에는 재무관(콰이스토르), 프로콘술이 된 세비우스 티티아누스 아래서 아시아 속주로 갔다. 이 임무 집행 때 딸 율리아 아그리콜라가 태어났지만, 먼저 태어난 자식은 요절했다. 66년에는 호민관에, 68년에는 법무관에 선출되었다.

## 내전기
이 해 6월에 로마 황제 네로는 원로원으로부터 로마의 적으로 선포되어 자살하고, 원로원 의원이던 갈바가 황제로 추대되었다. 아그리콜라는 갈바의 명령으로 신전의 재산 목록을 편집하라는 명령을 받았다. 그러나 69년에 갈바가 살해되고 속주 루시타니아 총독 오토가 황제가 되었고, 이때 어머니가 폭도로 변한 오토 휘하의 군단에 살해당했으며 그녀의 리그리아 생가도 약탈당했다. 그리고 오토가 비텔리우스에게 패하고 자살, 원로원 의원이었지만 능력이 없었던 비텔리우스의 인망이 무너지고 대신 유대 속주에서 유대인 반란을 진압하던 사령관 베스파시아누스에 대한 기대가 높아지는 가운데, 아그리콜라는 베스파시아누스를 지지했고 비텔리우스가 제거된 뒤 베스파시아누스가 로마의 황제가 되었다. 베스파시아누스는 마르쿠스 로스키우스 코엘리우스의 후임으로 아그리콜라를 브리타니아에 주둔하던 로마군 제20군단의 사령관으로 임명하였다.

## 브리타니아 원정
브리타니아는 내전기 이래로 해마다 터지는 반란에 시달렸고, 총독 마르쿠스 웨티우스 보라티누스는 온건한 인물로 사태를 제대로 수습하지 못했다. 이에 보다 강경한 인물이던 퀸투스 페테리우스 케리아리스가 총독으로 교체되고, 그의 지휘 아래서 아그리콜라는 자신의 재능을 펼쳐보였다. 75년에 임무를 마치고 아그리콜라는 파트리키에 추가되어 갈리아 아퀴타니아의 총독이 되었다. 77년에는 로마로 돌아와, 보결 집정관으로 뽑혔다. 이듬해에는 딸을 타키투스에게 시집보냈다. 이듬해 다시 총독으로 브리타니아로 향했다.
78년 여름에 아그리콜라는 로마 기병을 섬멸시킨 오르도비치 족을 토벌하고자 북쪽으로 웨일스 원정에 나섰고, 북상하여 모나섬에 상륙했다. 이곳은 61년에 수에토니우스 파우리누스가 현지인들을 철퇴시키고 차지한 곳으로 브리타니아 현지 사람들에게 탈환되어 있었다. 아그리콜라는 이 땅을 로마화, 즉 로마식 건물을 지어 지위 높은 자의 자식에게 로마식 교육을 시킴으로써 행정 부문에서 높은 평가를 받았다. 또한 그는 칼레도니아에도 원정하여 로마군을 타우스 강 북쪽으로 진군시키고 성을 쌓았다고 한다.
82년에는 「처음 배로 항해한 로마인에게 잘 알려지지 않은 백성을 쳐부수었다」고 하는데 정확히 어디를 가리키는지는 현재 의견이 엇갈리고 있다. 대부분의 학자들은 클라이드 강 하구에 있었다고 하지만, 어떤 사람은 아일랜드가 아니냐고 하기도 한다. 분명한 것은 아그리콜라가 아일랜드와 접한 브리타니아 해안에 성을 쌓았다는 것이며, 타키투스의 기술에서는 아그리콜라가 1개의 군단과 현지의 보조 군사로 섬을 정복할 수 있다고 말했다고 적고 있다. 그러나 현재는 확실히 알 수 없다.
이듬해 아그리콜라는 칼레도니아 원정을 위해 다시 군을 소집하고 대다수의 칼레도니아 현지 사람들은 로마에 반항해 로마 제9군단을 공격했다. 아그리콜라는 이에 맞서 기병을 보내 격퇴하는데 성공, 로마군을 북상시켜 북쪽으로 몰아붙였다. 이때 그에게 아들이 태어났지만 해를 넘기지 못하고 죽었다. 84년 여름에는 칼가누스 아래 결집한 칼레도니아의 무장 세력(타키투스에 따르면 3만 이상이었다)에 맞서 몬스 그라우피우스(Mons Graupius)에서 이들을 패배시켰다. 이때 칼레도니아측 전사자는 10,000인 이상, 로마군 전사자는 360인 정도였다. 그리고 로마에 대항하던 세력을 진압했다는 판단 아래 군을 남쪽으로 이동시켰다. 또한 아그리콜라는 이때 1군을 바닷길로 북상시켜 조사할 것을 명했는데, 이때 브리타니아가 실은 섬이었다는 사실이 확인되었다.

## 브리타니아 원정 이후
85년 아그리콜라는 이례적으로 장기간이었던 브리트니아 주재를 마치고 귀환했다. 타키투스는 그 이유에 대해 아그리콜라의 업적이 게르마니아 전쟁에서의 업적을 위협할 수 있다고 생각한 황제 도미티아누스가 그를 불러들인 것이라고 설명하였다. 실제로 도미티아누스와 아그리콜라 사이에 그러한 갈등이 있었는지는 알 수 없다. 사실 아그리콜라는 로마로 개선할 때 개선식의 영예를 받았고 그의 동상도 건립되는 등 후대받았지만, 이후 그가 군사 요직을 얻지 못했던 것도 분명하다. 그 뒤 아프리카 속주 총독의 지위를 제안받았으나 거절하고, 93년에 사망하였다.